# Beryl Burton
Beryl Burton   (Leeds, 12 de maig de 1937 - Morley, 5 de maig de 1996) va ser una ciclista britànica que va combinar la carretera amb el ciclisme en pista. Considerada una de les millors ciclistes angleses de tots els temps, va aconseguir nombroses medalles tant als Campionats del món de persecució com els de ruta. Va obtenir diferents rècords dels món tant en pista com en carretera i 73 campionats nacionals entre 1958 i 1977.
La seva filla Denise també fou ciclista, i varen arribar a competir juntes en algunes proves.

## Palmarès en pista
- 1959
  -  Campiona del món en Persecució
- 1960
  -  Campiona del món en Persecució
  -  Campiona britànica en Persecució
- 1961
  -  Campiona britànica en Persecució
- 1962
  -  Campiona del món en Persecució
- 1963
  -  Campiona del món en Persecució
  -  Campiona britànica en Persecució
- 1965
  -  Campiona britànica en Persecució
- 1966
  -  Campiona del món en Persecució
  -  Campiona britànica en Persecució
- 1967
  -  Campiona britànica en Persecució
- 1968
  -  Campiona britànica en Persecució
- 1970
  -  Campiona britànica en Persecució
- 1971
  -  Campiona britànica en Persecució
- 1972
  -  Campiona britànica en Persecució
- 1973
  -  Campiona britànica en Persecució
- 1974
  -  Campiona britànica en Persecució

## Palmarès en ruta
- 1959
  -  Campiona del Regne Unit en ruta
- 1960
  -  Campiona del món en ruta
  -  Campiona del Regne Unit en ruta
- 1963
  -  Campiona del Regne Unit en ruta
- 1967
  -  Campiona del món en ruta
- 1968
  -  Campiona del Regne Unit en ruta
- 1970
  -  Campiona del Regne Unit en ruta
- 1971
  -  Campiona del Regne Unit en ruta
- 1972
  -  Campiona del Regne Unit en ruta
- 1973
  -  Campiona del Regne Unit en ruta
- 1974
  -  Campiona del Regne Unit en ruta